# Dendrocopos leucotos

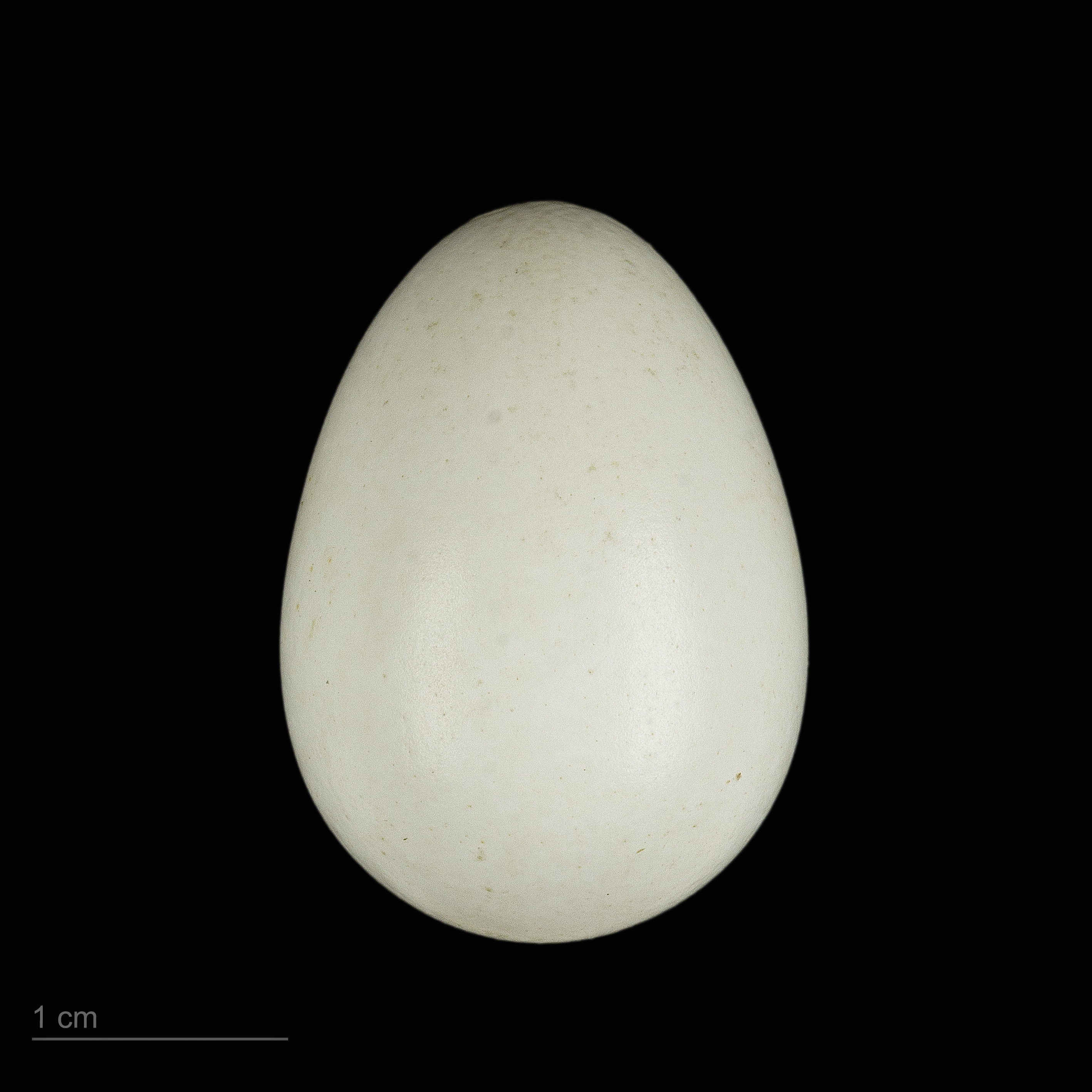
Dendrocopos leucotos leucotos - MHNT

O Pica-pau-de-dorso-branco (Dendrocopos leucotos) é uma espécie de pica-pau (Picidae) que vive em bosques e florestas montanhosas principalmente formados por faias e abetos.
Em muitos países é considerado como uma espécie em perigo crítico de extinção, entre eles Espanha e Finlândia.